# アーロン・クラッパム
アーロン・クラッパム（Aaron Daniel Clapham、1987年1月15日 - ）は、ニュージーランドの元サッカー選手。元ニュージーランド代表。ポジションはミッドフィールダー。

## 経歴
ニュージーランド代表での出場機会は無かったが、2010 FIFAワールドカップのメンバーに選ばれた。ワールドカップ後、2010年10月に親善試合で代表デビュー。その後、OFCネイションズカップ2012でも3試合に出場、2013年までに代表で通算13試合に出場した。

## 代表歴

### 出場大会
- ニュージーランド代表
  - 2010 FIFAワールドカップ

### 試合数
- 国際Aマッチ 13試合 0得点（2010年-2013年）[1]

| ニュージーランド代表 | 国際Aマッチ | 国際Aマッチ |
| 年                   | 出場        | 得点        |
| -------------------- | ----------- | ----------- |
| 2010                 | 2           | 0           |
| 2011                 | 3           | 0           |
| 2012                 | 4           | 0           |
| 2013                 | 4           | 0           |
| 通算                 | 13          | 0           |